# پایگاه هوایی کی وست
پایگاه هوایی کی وست (به انگلیسی: Naval Air Station Key West) (به زبان بومی: Naval Air Station Key West) یک فرودگاه نظامی با کد یاتا NQX است . این فرودگاه در شهر کی وست، فلوریدا کشور ایالات متحده آمریکا قرار دارد و در ارتفاع ۲ متری از سطح دریا واقع شده‌است.